# Short Film Competition Prize al miglior attore
Lo Short Film Competition Prize al miglior attore (Short Film Competition Prize for Best Actor) è un premio assegnato durante il St. Kilda Film Festival al miglior attore o attrice di un cortometraggio.

## Vincitori e candidati
I vincitori sono indicati in grassetto, a seguire gli altri candidati.

### Anni 1990
- 1998: Kim Gyngell - Sunday Hungry

### Anni 2000
- 2005: Kim Gyngell - The Writer
- 2006: Richard Wilson - Debut
- 2007
  - Rhondda Findleton - Look Sharp
  - Nicholas Eadie - Still Life
- 2008:
  - Damon Herriman - Lens Love Story
  - Luke Elliot - Dugong
- 2009: Thom Green - The Ground Beneath

### Anni 2010
- 2010: Laura Davies - Tomorrow
- 2011: Reg Gorman - Punch Drunk
- 2012: Angourie Rice - Transmission
- 2013
  - Steve Mouzakis - Joey
  - Gerard Odwyer - The Interviewer
- 2014: Ed Oxenbould - The Amber Amulet
- 2015
  - Nicholas Denton - Rabbit
  - Daniel Webber - Eric

- 2016: Tasia Zalar - Bluey
- 2017
  - Sapphire Blossom - Slapper
  - Laura Jane Turner - Curve